# When I Was Your Man
When I Was Your Man è un singolo del cantautore statunitense Bruno Mars, pubblicato il 15 gennaio 2013 come secondo estratto dal secondo album in studio Unorthodox Jukebox.

## Descrizione
Il brano, scritto dallo stesso Bruno Mars, insieme a Philip Lawrence, Ari Levine e Andrew Wyatt, cioè il team di produttori discografici The Smeezingtons, è una ballata pianistica pop in cui il cantante parla della sua separazione con una ragazza. Parla rivolgendosi alla sua ex ragazza dicendole che quando stavano insieme avrebbe dovuto corteggiarla e farle dei regali e le augura che il suo attuale fidanzato faccia tutto ciò che lui non ha fatto.
La canzone è dedicata alla ex fidanzata di Mars, Chanel Malvar.

## Successo commerciale
Come il precedente singolo di Mars Locked Out of Heaven ha avuto un grandissimo impatto commerciale in tutto il mondo, ottenendo ben presto il disco di platino negli Stati Uniti, raggiungendo anche la vetta della Billboard Hot 100, imponendosi sulle classifiche musicali di tutto il mondo, diventando una hit di rilievo in paesi come Regno Unito, Italia, Francia e Canada.

## Video musicale
Il videoclip, diretto da Cameron Duddy e dallo stesso Bruno Mars, rievoca le atmosfere anni settanta e ha per protagonista il cantante seduto a un pianoforte in un vecchio studio televisivo.

## Tracce
Download digitale
1. When I Was Your Man – 3:36

Download digitale e CD
1. When I Was Your Man – 3:36
2. When I Was Your Man (Cazzette's Answering Machine Mix) – 5:04

## Classifiche

### Classifiche settimanali
| Classifica (2013-24) | Posizione massima |
| -------------------- | ----------------- |
| Australia            | 6                 |
| Austria              | 11                |
| Belgio (Fiandre)     | 7                 |
| Belgio (Vallonia)    | 13                |
| Canada               | 3                 |
| Corea del Sud        | 7                 |
| Danimarca            | 4                 |
| Filippine            | 96                |
| Finlandia            | 13                |
| Francia              | 9                 |
| Germania             | 23                |
| Indonesia            | 20                |
| Irlanda              | 6                 |
| Islanda              | 30                |
| Israele              | 54                |
| Italia               | 13                |
| Libano               | 3                 |
| Lussemburgo          | 7                 |
| Norvegia             | 8                 |
| Nuova Zelanda        | 4                 |
| Paesi Bassi          | 6                 |
| Panama               | 133               |
| Portogallo           | 118               |
| Regno Unito          | 2                 |
| Repubblica Ceca      | 4                 |
| Slovacchia           | 5                 |
| Spagna               | 32                |
| Stati Uniti          | 1                 |
| Svezia               | 16                |
| Svizzera             | 12                |

### Classifiche di fine anno
| Classifica (2013) | Posizione |
| ----------------- | --------- |
| Italia            | 59        |
| Classifica (2024) | Posizione |
| Portogallo        | 184       |

## Curiosità
Il singolo Il mio giorno più bello nel mondo di Francesco Renga del 2014 ha la stessa base musicale di questo brano, che però differisce per un solo semitono. Renga vista la somiglianza del suo brano con questo, è stato tuttavia accusato di plagio.